# 克拉斯諾達爾庫班足球俱樂部
克拉斯諾達爾庫班足球俱樂部（俄语：Футбольный клуб "Кубань" Краснодар），簡稱庫班（Кубань），是一家俄羅斯足球俱樂部，位於克拉斯諾達爾邊疆區克拉斯諾達爾。庫班在2010年獲俄甲冠軍重返俄超聯賽。
2018年，球隊由於未能獲得2018-19賽季俄羅斯全國足球聯賽的參賽資格而解散。

## 外部連結
- 官方網站